# 貝尼杜瓦拉區
36°37′00″N 4°04′00″E / 36.6167°N 4.0667°E
貝尼杜瓦拉區（阿拉伯语：‎），是阿爾及利亞的行政區，位於該國北部，由提濟烏祖省負責管轄，首府設於貝尼杜瓦拉，面積102平方公里，2008年人口48,995，人口密度每平方公里479人。